# استفون هانا
استفون هانا (انگلیسی: Stefhon Hannah؛ زادهٔ ۱۴ ژوئن ۱۹۸۵) بازیکن بسکتبال اهل ایالات متحده آمریکا است.